# Sillon interventriculaire antérieur
Le sillon interventriculaire antérieur est un sillon situé sur la face sterno-costale du cœur.

## Structure
Le sillon interventriculaire antérieur s'étend de la base du cœur à l'apex du cœur. Il sépare les deux ventricules sur la face antérieure du cœur. Il se termine au niveau de l'incisure de l'apex du cœur qui le connecte avec le sillon interventriculaire postérieur.
Le sillon interventriculaire antérieur contient l'artère interventriculaire antérieure et la grande veine du cœur.